# Anthericopsis
Anthericopsis é um género botânico pertencente à família Commelinaceae.